# Neck 'n' Neck
Neck 'n' Neck är en amerikansk animerad kortfilm från 1928 med Kalle Kanin i huvudrollen.

## Handling
Kalle Kanin bjuder sin flickvän på en biltur, men blir snart jagad av polisen.

## Om filmen
Filmen var från början tänkt att ha titeln The Buggy Ride, men ändrades till slut till Neck 'n' Neck.
Endast delar av filmen är bevarad. Under flera års tid var filmen helt förlorad fram till 2018 då en 2 minuter lång kopia på 16 mm hittades i Japan av en animationsforskare. Samma år hittades ytterligare ett fragment, denna gång på 50 sekunder.